# Max Ulveson
Max Adam Ulveson, född 8 februari 1992 i Maria Magdalena församling i Stockholm, är en svensk skådespelare.
Han gick på Teaterhögskolan i Malmö 2016–2019. Han har bland annat spelat Edwin i Amy Deasismonts serie Thunder in My Heart på Viaplay.
Han är son till skådespelaren och komikern Johan Ulveson.

## Filmografi
- 2019 – Solsidan (TV-serie)
- 2020 – Hjerteslag (TV-serie)
- 2021 – Dancing Queens
- 2021 – Tills solen går upp
- 2021–2022 – Thunder in My Heart (TV-serie)
- 2022 – Lyckoviken (TV-serie)
- 2023 – Barracuda Queens (TV-serie)

## Teater
- 2018 – Öppna Era Hjärtan av Amanda Glans. Regi: Andreas Kundler. Kulturhuset Stadsteatern, Stockholm.
- 2018 – Shakespeare In Love av Lee Hall/Tom Stoppard/Marc Norman. Regi: Ronny Danielsson. Kulturhuset Stadsteatern, Stockholm.
- 2019 – Kliniken av Lars Norén. Regi: Dennis Sandin. Teaterhögskolan i Malmö.
- 2019 – Aulis-Troja-Argos, One Final Elektra av Jörgen Dahlqvist. Regi: Linda Ritzén. Teaterhögskolan i Malmö.[1]